# Batalla de Wilson's Creek
La batalla de Wilson's Creek, también conocida como la batalla de Oak Hills, fue la primera gran batalla del Teatro Trans-Misisipi de la guerra civil estadounidense. Se libró el 10 de agosto de 1861, cerca de Springfield, Misuri. Misuri era oficialmente un estado neutral, pero su gobernador, Claiborne Fox Jackson, apoyó al Sur y colaboró en secreto con las tropas confederadas.
En agosto, los confederados al mando del general de brigada Benjamin McCulloch y las tropas de la Guardia Estatal de Misuri al mando del mayor general Sterling Price se acercaron a las fuerzas del general de brigada del Ejército del Oeste Nathaniel Lyon, acampado en Springfield. El 10 de agosto, Lyon, en dos columnas comandadas por él mismo y el coronel Franz Sigel, atacó a los confederados en Wilson's Creek, a unas 10 millas (16 km) al suroeste de Springfield. La caballería confederada recibió el primer golpe y se retiró del terreno elevado. La infantería confederada atacó a las fuerzas de la Unión tres veces durante el día, pero no logró abrirse paso. Finalmente, la columna de Sigel fue conducida de regreso a Springfield, lo que permitió a los confederados consolidar sus fuerzas contra la columna principal de Lyon. Cuando Lyon murió y el general Thomas William Sweeny resultó herido, el mayor Samuel D. Sturgis asumió el mando de las fuerzas de la Unión. Cuando Sturgis se dio cuenta de que sus hombres estaban agotados y sin municiones, ordenó retirarse a Springfield. La batalla fue contada como una victoria confederada, pero los confederados estaban demasiado desorganizados y mal equipados para perseguir a las fuerzas de la Unión en retirada.
Aunque el estado permaneció en la Unión por el resto de la guerra, la batalla dio efectivamente a los confederados el control del suroeste de Misuri. La victoria en Wilson's Creek también permitió a Price liderar a la Guardia Estatal de Misuri hacia el norte en una campaña que culminó en el Asedio de Lexington, Misuri.

## Antecedentes

### Situación militar y política
Al comienzo de la guerra civil estadounidense, Misuri declaró que sería un "neutral armado" en el conflicto y no enviaría materiales ni hombres a ninguno de los bandos. El 20 de abril, una turba secesionista se apoderó del arsenal en Liberty, Misuri, aumentando las preocupaciones de la Unión en el estado. La neutralidad fue puesta a prueba el 10 de mayo, en lo que se conoció como el caso Camp Jackson. El gobernador Claiborne F. Jackson había llamado a la Milicia de Voluntarios de Misuri (MVM) a incursionar sobre el límite de St. Louis en Lindell Grove. El gobernador había obtenido clandestinamente artillería de la Confederación y había introducido de contrabando las piezas en el campamento de la milicia, conocido como "Campamento Jackson". El capitán Nathaniel Lyon estaba al tanto de este envío y le preocupaba que la milicia se trasladara al Arsenal de St. Louis. Thomas W. Sweeny fue puesto al mando de la defensa del arsenal, y Lyon rodeó el campo de la milicia con tropas de la Unión y guardias locales, lo que obligó a la milicia a rendirse. Cuando hizo marchar a los prisioneros por las calles hacia el arsenal, algunos miembros enojados de la multitud comenzaron a presionar contra la procesión. Las burlas y los empujones eventualmente provocaron disparos y muchas muertes. La mayoría de los muertos eran civiles, pero también murieron varios soldados y miembros de la milicia.
Un día después, la Asamblea General de Misuri creó la Guardia Estatal de Misuri (reemplazando al MVM) teóricamente para defender al estado de los ataques de enemigos percibidos en ambos lados de la guerra. El gobernador nombró a Sterling Price comandante con el rango de mayor general de las fuerzas estatales. La guardia estatal se dividió en divisiones, y cada división consistía en unidades levantadas de un distrito militar de Misuri y al mando de un general de brigada. Debido a que muchas de las áreas de reclutamiento de la organización estaban detrás de las líneas de la Unión, muchas divisiones eran del tamaño de una brigada, que consistía en solo unos pocos regimientos. Temiendo la inclinación de Misuri hacia el sur, William S. Harney, el comandante federal del Departamento de Occidente del Ejército de los EE. UU. (Que incluía a Misuri) negoció la tregua de Price-Harney el 12 de mayo, que nominalmente creó la cooperación entre el Ejército de EE. UU. Y el MSG para mantener el orden en Misuri y protegerlo de interferencias externas. Jackson declaró públicamente su apoyo a la tregua, mientras solicitaba en secreto que las fuerzas confederadas entraran en Misuri para "liberar" Misuri del control federal. Después de las quejas de los unionistas de Misuri, Harney fue reemplazado por Lyon (quien fue ascendido a general de brigada de voluntarios), lo que socavó aún más la frágil tregua. El 12 de junio, Lyon y Jackson se reunieron en el St. Louis 'Planter's House Hotel en un último intento por evitar la reanudación de los enfrentamientos. Ambas partes fueron inflexibles, Lyon exigió el derecho a inspeccionar cualquier área del estado para la intervención confederada y Jackson se negó y exigió que las fuerzas federales se restringieran al área metropolitana de St. Louis. El coronel Snead declaró que la reunión terminó con Lyon diciendo:

Esto significa guerra. En una hora uno de mis oficiales lo llamará y lo sacará de mis filas.

Lyon envió una fuerza al mando de Sweeney a Springfield mientras sus propias fuerzas capturaron rápidamente la capital y persiguieron a Jackson, Price y al gobierno estatal ahora exiliado en todo Misuri. Siguieron escaramuzas, incluida la batalla de Boonville el 17 de junio y la batalla de Cartago el 5 de julio. A la luz de la crisis, los delegados de la Convención Constitucional de Misuri que habían rechazado la secesión en febrero se volvieron a reunir. El 27 de julio, la convención declaró vacante la oficina del gobernador y eligió a Hamilton Rowan Gamble como nuevo gobernador provisional.
El 13 de julio, el ejército de Lyon de aproximadamente 5.430 hombres estaba acampado en Springfield. Su fuerza estaba compuesta por la 1.ª, 2.ª, 3.ª y 5.ª infantería de Misuri, la 1.ª de Infantería de Iowa, la 1.ª y 2.ª de infantería de Kansas, así como varias compañías de infantería y caballería del ejército regular y tres baterías de artillería. Dividió las unidades en cuatro brigadas comandadas por el mayor Samuel D. Sturgis, el coronel Franz Sigel, el teniente coronel George Andrews y el coronel George Dietzler.
A finales de julio, la Guardia Estatal de Misuri estaba acampada a unas 75 millas (121 km) al suroeste de Springfield y había sido reforzada por el General de Brigada Confederado Benjamin McCulloch y el General de Brigada de la milicia del estado de Arkansas N. Bart Pearce, haciendo la mezcla Misuri / Arkansas / Fuerza confederada de unos 12.120 efectivos. Price y McCulloch desarrollaron planes para atacar Springfield, pero Lyon salió de la ciudad el 1 de agosto en un intento de sorprender a las fuerzas del sur. Las vanguardias de los ejércitos se enfrentaron en Dug Springs, Misuri, el 2 de agosto. La fuerza de la Unión salió victoriosa, pero Lyon se enteró de que lo superaban en número por más de dos a uno y se retiró a Springfield. McCulloch, ahora al mando del ejército de Misuri, lo persiguió. Para el 6 de agosto, su fuerza estaba acampada en Wilson's Creek, a 10 millas (16 km) al suroeste de la ciudad. Price favoreció un ataque inmediato a Springfield pero McCulloch, que dudaba de la calidad de la Guardia Estatal de Misuri, prefirió permanecer en el lugar. Después de que Price amenazó con lanzar un ataque sin su apoyo, McCulloch accedió a hacerlo al amanecer del día 10, pero cuando comenzó una tormenta durante la noche del 9, canceló sus planes y ordenó a sus tropas que regresaran al campamento.
Superado en número, Lyon planeaba retirarse al noreste a Rolla para reforzar y reabastecerse, pero no antes de lanzar un ataque sorpresa al campamento de Misuri para retrasar la persecución. Sigel propuso golpear a McCullough en un movimiento de pinza, que dividiría a la fuerza de la Unión ya superada en número; planeaba liderar a 1.200 hombres en una maniobra de flanqueo mientras el cuerpo principal bajo Lyon atacaba desde el norte. Lyon estuvo de acuerdo, y de acuerdo con el plan de Sigel, el ejército de la Unión marchó fuera de Springfield en la lluviosa noche del 9 de agosto, dejando a unos 1.000 hombres para proteger los suministros y cubrir la retirada.

## Fuerzas opositoras

### Unión

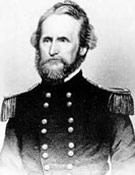
Brig. Gen. Nathaniel Lyon, USA
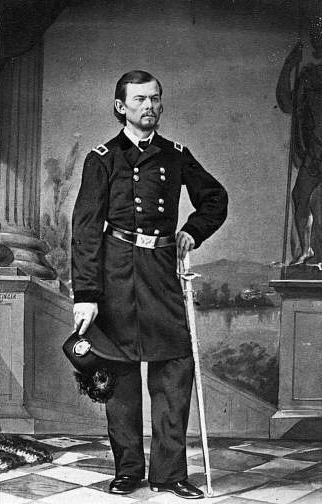
Col. Franz Sigel, USA
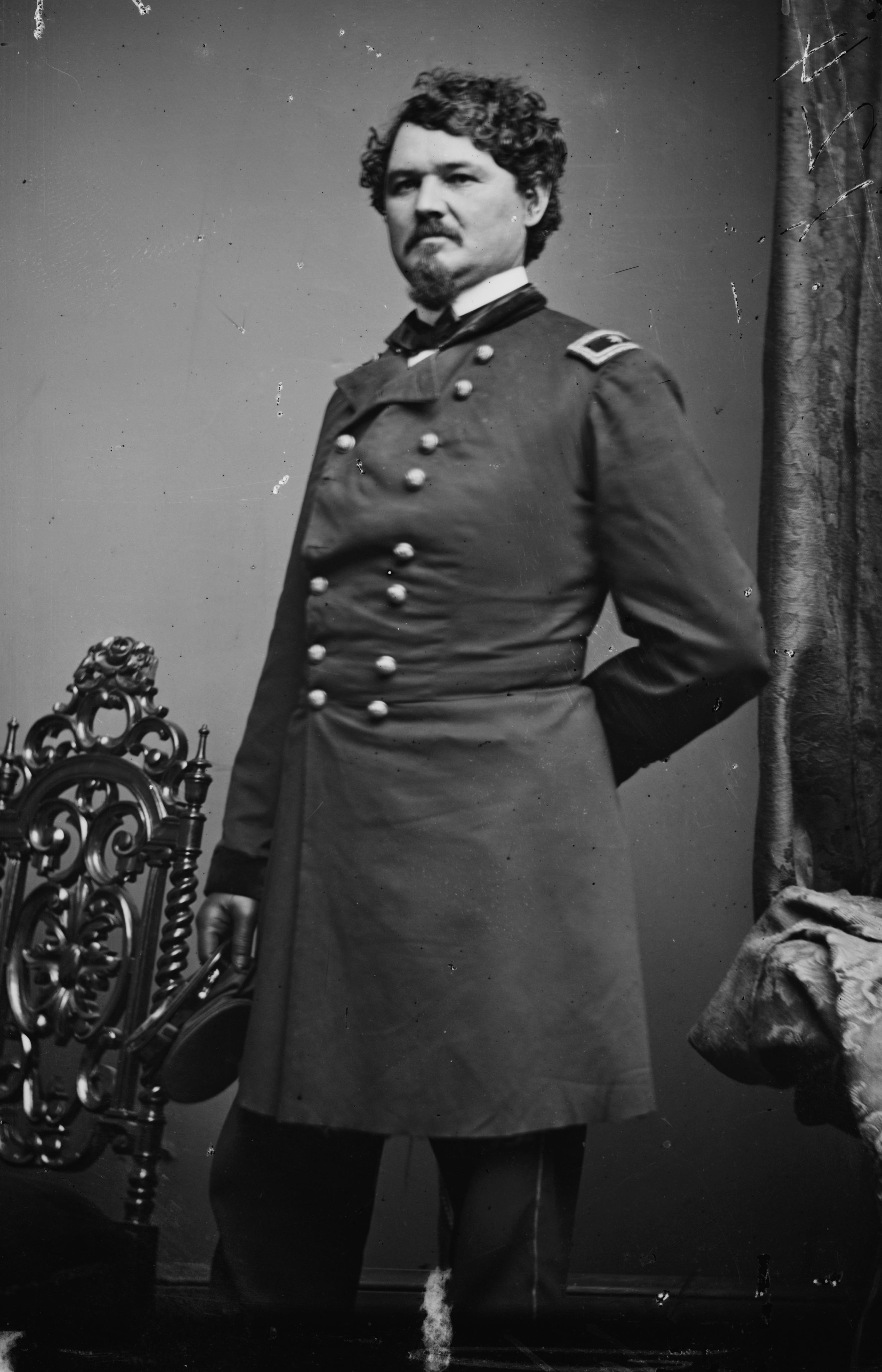
Maj. Samuel D. Sturgis, USA

### Confederados

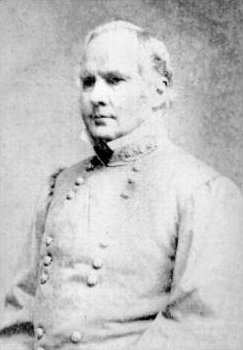
Maj. Gen. Sterling Price, MSG
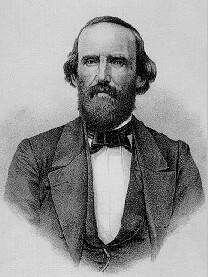
Brig. Gen. Ben McCulloch, CSA
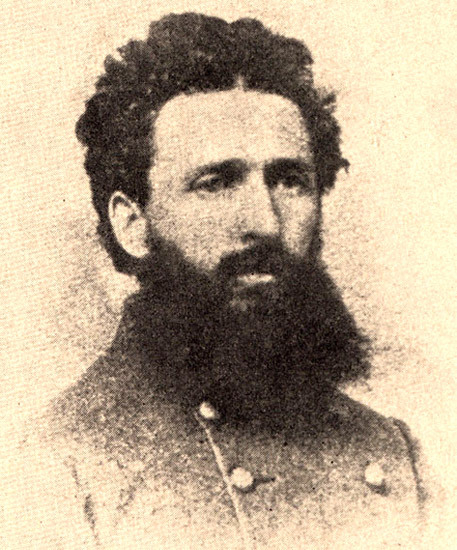
Brig. Gen. Nicholas Bartlett Pearce, CSA

## Batalla

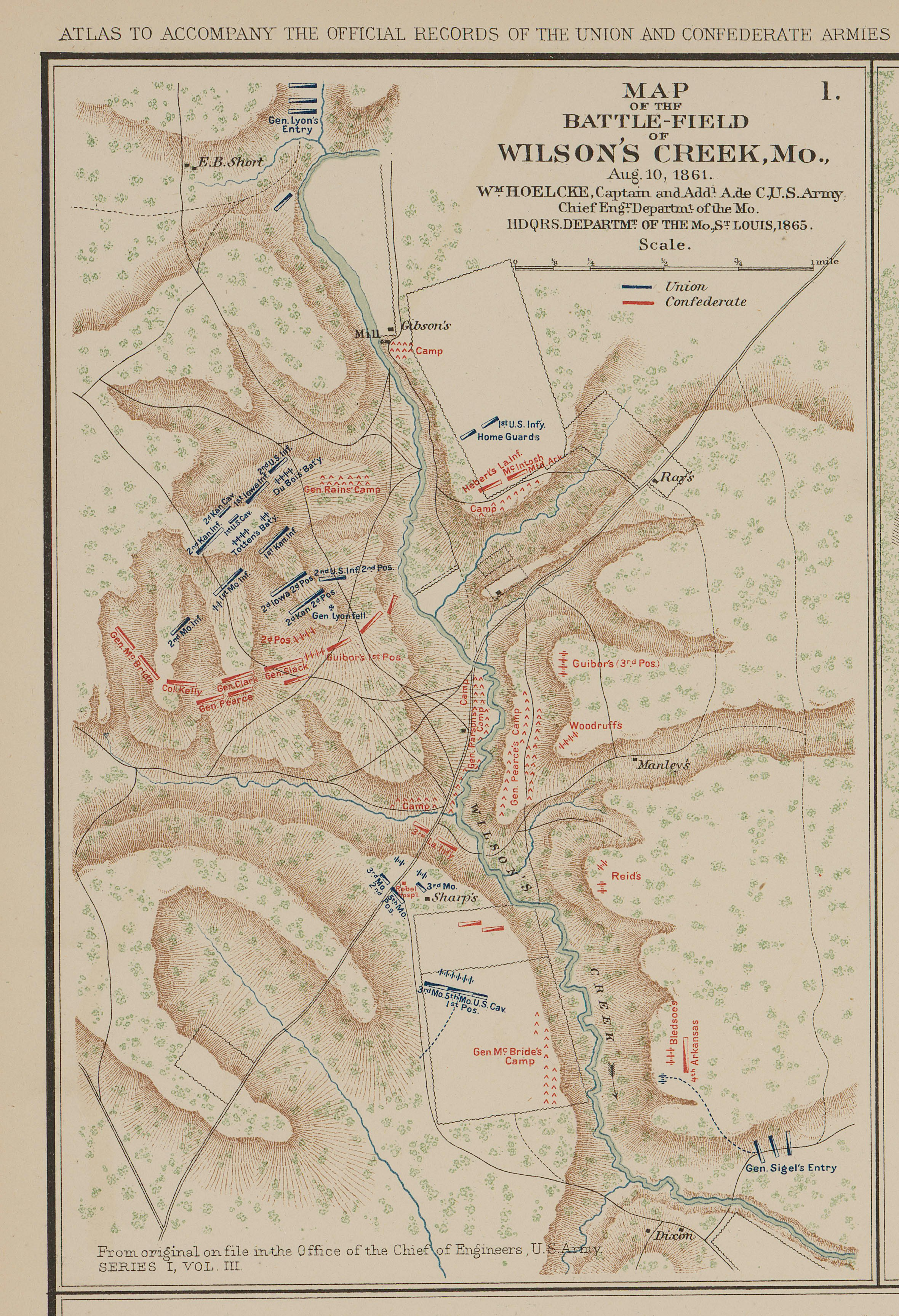
Batalla de Wilson's Creek (10 de agosto de 1861)

Con las primeras luces de la mañana del 10 de agosto, la Unión inició un ataque sorpresa contra las fuerzas opuestas. La fuerza de Lyon invadió los campamentos enemigos y tomó el terreno elevado en la cima de una cresta, que se conocería como "Bloody Hill". Sin embargo, las primeras esperanzas de la Unión de una derrota se desvanecieron cuando la artillería de la Batería Pulaski Arkansas se soltó y detuvo el avance, lo que le dio a la infantería de Price tiempo y cobertura para organizar líneas en la ladera sur de la colina. Lyon organizó una línea en la ladera sur de Bloody Hill, desde la cual lanzó un contraataque infructuoso. Price lanzó una serie de ataques frontales y de flanco, pero tampoco tuvo éxito; la escasez de municiones en el ejército confederado fue un factor en las derrotas confederadas.
Las dos fuerzas de la Unión perdieron contacto entre sí, sin medios de comunicarse o apoyarse mutuamente si algo salía mal. El ataque de Sigel tuvo éxito al principio; la brigada llegó a la retaguardia confederada poco después del amanecer. El fuego de artillería derrotó a las unidades de caballería confederadas, que estaban acampadas en la granja de Sharp. Sigel inició una persecución, pero se detuvo a lo largo de Skegg's Branch. Durante el descanso, no pudo publicar escaramuzas, dejando su flanco izquierdo abierto para un ataque. Mientras tanto, McCulloch reunió a varias unidades confederadas, incluida la 3.ª Infantería de Luisiana y la 3.ª División de la Guardia Estatal de Misuri, para liderar un contraataque. Los hombres de Sigel confundieron la 3.ª Luisiana con la 1.ª Infantería de Iowa (que también vestía uniformes grises) y retuvieron el fuego hasta que los confederados estuvieron casi sobre ellos. Su flanco fue consecuentemente devastado por el contraataque, y su brigada fue derrotada, perdiendo cuatro cañones. Sigel y sus hombres huyeron del campo, dejando a la fuerza al mando de Lyon, Sweeny y Sturgis aguantando solos.
Con la derrota del flanco de Sigel, el impulso de la batalla cambió a favor del Sur. Lyon resultó herido en dos ocasiones, y preocupado porque "el día estaba perdido", intentó liderar un contraataque. Sin embargo, Lyon recibió un disparo en el corazón y la acusación se vino abajo tras su muerte. Lyon se convirtió en el primer general de la Unión en morir en la guerra. El general Sweeny recibió un disparo en la pierna y el mayor Sturgis, como oficial de mayor rango del Ejército Regular, asumió el mando del ejército de la Unión. A pesar de estar todavía en una posición defendible en la cima de la colina, los suministros de la Unión eran bajos y la moral empeoraba. A las 11:00 a. m., las fuerzas de la Unión ya habían rechazado tres cargas confederadas separadas. Las municiones y los hombres estaban casi agotados, y Sturgis se retiró en lugar de arriesgarse a un cuarto ataque confederado. Henry Clay Wood, al mando de una compañía que ayudó a cubrir la retirada, recibió más tarde la Medalla de Honor por el heroísmo que demostró al mantener a su compañía organizada y funcionando cuando abandonó el campo de batalla.

## Secuelas
Las bajas fueron casi iguales en ambos lados: alrededor de 1.317 soldados de la Unión y aproximadamente 1.232 soldados confederados / de Misuri / Arkansanos murieron, resultaron heridos o capturados. Aunque la fuerza confederada ganó el campo, no pudieron perseguir a las fuerzas de la Unión en retirada a Rolla. Price quería comenzar una persecución de la fuerza de la Unión de inmediato, pero McCulloch se negó, preocupado por la calidad de la Guardia Estatal de Misuri y la longitud de su línea de suministro de regreso a Arkansas. Con la victoria, la Guardia de Misuri de Price comenzó una invasión del norte de Misuri que culminó en la Primera Batalla de Lexington el 20 de septiembre. Las fuerzas confederadas y de Arkansas se retiraron del estado.
Después de volver a Springfield, Sturgis entregó el mando del ejército de la Unión a Sigel. En un consejo de guerra esa noche, se acordó que el ejército tenía que replegarse a Rolla, a partir de las 3 a. m. de la mañana siguiente. Sin embargo, Sigel no pudo preparar su brigada en ese momento, lo que provocó un retraso de varias horas. A lo largo de la ruta de retirada, los hombres de Sigel tardaron varios y prolongados retrasos en preparar las comidas; esto hizo que los otros oficiales obligaran a Sigel a devolver el mando a Sturgis.
El 30 de octubre, los habitantes de Misuri bajo Price y Jackson se unieron formalmente a la causa confederada en Neosho, Misuri. Una parte de la reunión de la Asamblea del Estado de Misuri en Neosho aprobó las resoluciones para la secesión de Misuri y Jackson se convirtió (nominalmente) en el gobernador de la Confederación de Misuri (Jackson nunca había aceptado su destitución en julio por la Convención Estatal). Sin embargo, la acción de secesión nunca fue aceptada por la mayoría de la población de Misuri, y el estado permaneció en la Unión durante toda la guerra. El poco control que tenían Price y Jackson fue disminuido por los reveses confederados durante las Batallas de Fredericktown el 21 de octubre y la Primera Batalla de Springfield el 25 de octubre. El gobierno del estado confederado pronto se vio obligado a abandonar el estado. Aunque Price disfrutó de algunas victorias en Misuri, en particular el asedio y la captura de Lexington, no tuvo el apoyo popular para permanecer en el campo, y finalmente se retiró al noroeste de Arkansas. Después de 1861, fue comisionado como Mayor General Confederado y dirigió sus fuerzas en batallas en Arkansas y Misisipi. Si bien hubo incursiones y escaramuzas más pequeñas en Misuri, Price no regresó a Misuri con una fuerza importante hasta 1864. Sin embargo, Misuri sufrió una extensa guerra de guerrillas entre unionistas y bushwhackers pro confederados como Quantrill's Raiders y Bloody Bill Anderson durante toda la guerra.

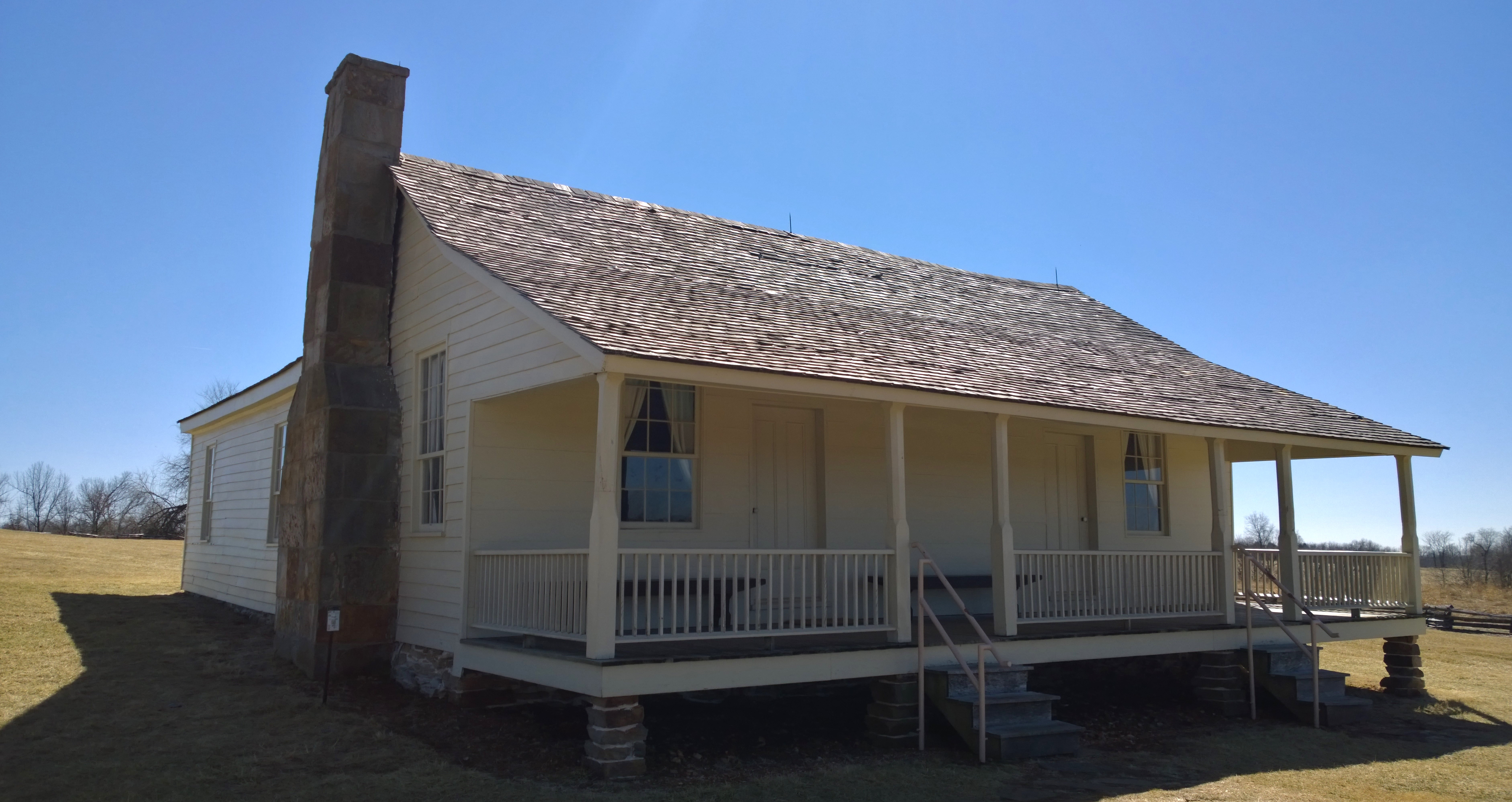
Casa de la familia Ray en el extremo este del campo de batalla

A principios de 1862, las fuerzas federales habían expulsado a Price de Misuri. Un ejército al mando del general de la Unión Samuel Ryan Curtis persiguió a Price hasta Arkansas, donde el general Earl Van Dorn asumió el mando de las fuerzas combinadas dirigidas por Price y McCulloch. Superado en número, Curtis, no obstante, derrotó al Ejército Confederado del Oeste de Van Dorn en la Batalla de Pea Ridge del 6 al 8 de marzo, poniendo fin a cualquier intento de una importante fuerza confederada de ocupar Misuri hasta la incursión de Price en 1864.
La batalla de Wilson's Creek fue la primera gran batalla librada al oeste del río Misisipi. La batalla se conoció como la Batalla de Oak Hills en la Confederación, y a veces se la llama "Bull Run of the West".

## Preservación del campo de batalla
El sitio de la batalla ha sido protegido como el campo de batalla nacional de Wilson's Creek. El Servicio de Parques Nacionales opera un centro de visitantes con exhibiciones, un mapa de fibra óptica que muestra el curso de la batalla y una biblioteca de investigación. Los programas de historia viva que describen varios aspectos de la experiencia del soldado en esa área se presentan los fines de semana por temporadas. Con la excepción de la vegetación y la adición de senderos interpretativos y una ruta autoguiada en auto, el campo de batalla de 1,750 acres (7,1 km²) ha cambiado poco de su entorno histórico, lo que permite a los visitantes experimentar el campo de batalla en condiciones casi prístinas. La casa de la familia Ray, que sirvió como hospital de campaña confederado durante la batalla, se ha conservado y representa una de las dos únicas estructuras que existieron durante la batalla que aún existen en el parque hoy (la otra es un manantial). Además, el American Battlefield Trust ha preservado 278 acres (1,13 km²) del campo de batalla de Wilson's Creek.